# Жаворонковая овсянка
Жаворонковая овсянка (лат. Calamospiza melanocorys) — вид певчих воробьиных птиц из семейства Passerellidae, единственный в одноимённом роде. Обитают в Северной Америке.

## Описание
Длина тела взрослых особей от 14 до 18 см, вес составляет от 30 до 50 граммов. Существует половой диморфизм между самцами и самками. Во время брачного периода самцы имеют чёрное оперение, с белой линией, проходящей по крыльям. После зимней линьки самцы обладают преимущественно серым оперением с короткими чёрными и белыми полосами. Самки имеют серо-коричневое оперение головы, спины и крыльев и светлое брюшко с короткими коричневыми полосами. Хвост короткий с белыми кончиками на конце перьев. Радужка глаз чёрного цвета. Ноги розового цвета. Пение жаворонковой овсянки — переменное, ритмичное «щебетание».

## Распространение
Ареал птиц простирается с юга канадских прерий Альберта и Саскачевана на юг через центральные штаты США в Мексику. На зимовку мигрируют стаями.

## Образ жизни
Птицы держатся преимущественно на земле, где можно искать пищу. В летний период рацион питания состоит из насекомых, зимой из семян. На период размножения птицы образуют моногамные пары. Чашеобразное гнездо располагается на земле под низкими кустарниками. Кладка содержит от двух до шести яиц. Они бледно-голубого цвета.